# Paris Hilton's My New BFF

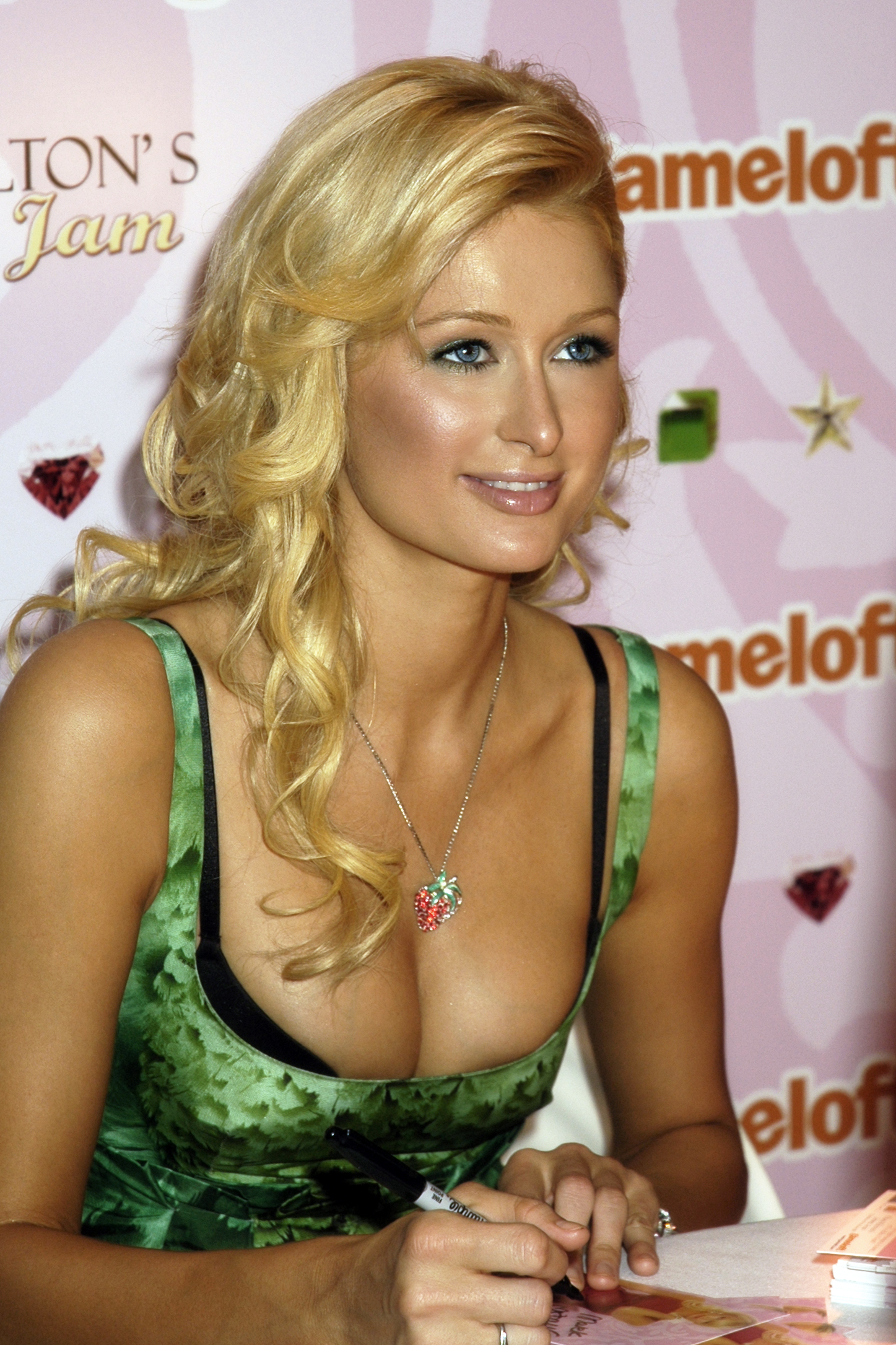
Paris Hilton promovendo seu jogo de vídeo para celular: Jewel Jam durante a Convenção de Jogos Eletrônicos E3

Paris Hilton's My New BFF, também conhecido simplesmente como My New BFF e outros títulos alternativos, é um reality show no qual Paris Hilton busca por um novo melhor amigo (BFF [best friend forever], na sigla em inglês).